# إيفيكو دايلي
إيفيكو دايلي هو عربة نقل تجارية ينتجهامصنع إيفيكو منذ عام 1978. تم بيعها أيضا باسم فيات دايلي من قبل شركة فيات حتى عام 1983.

## صور

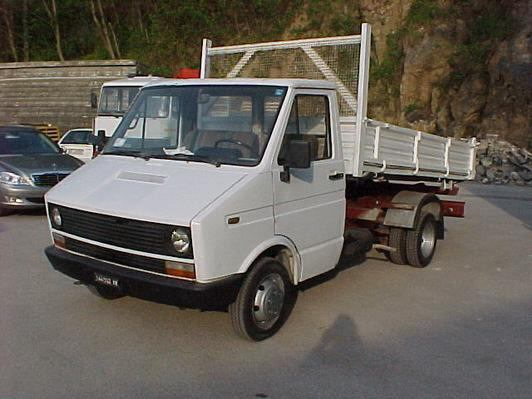
الجيل الأول
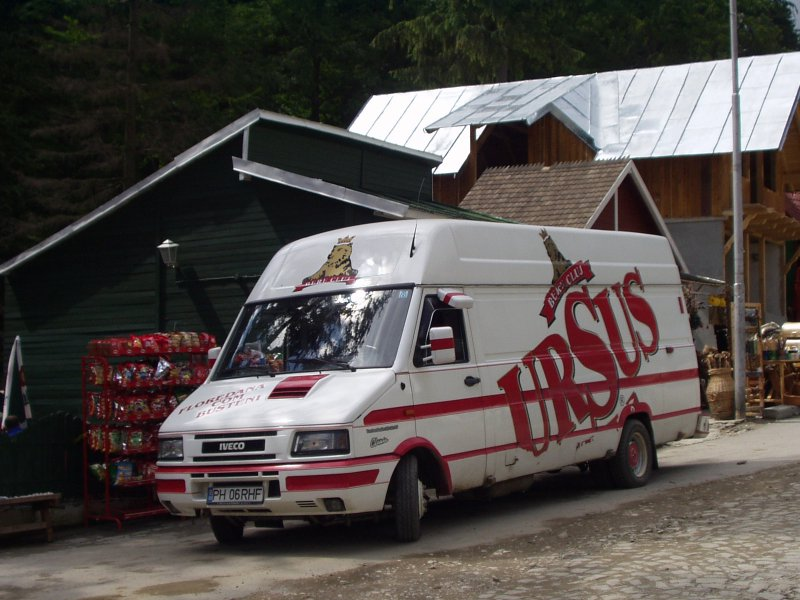
الجيل الثاني (1990-2000)
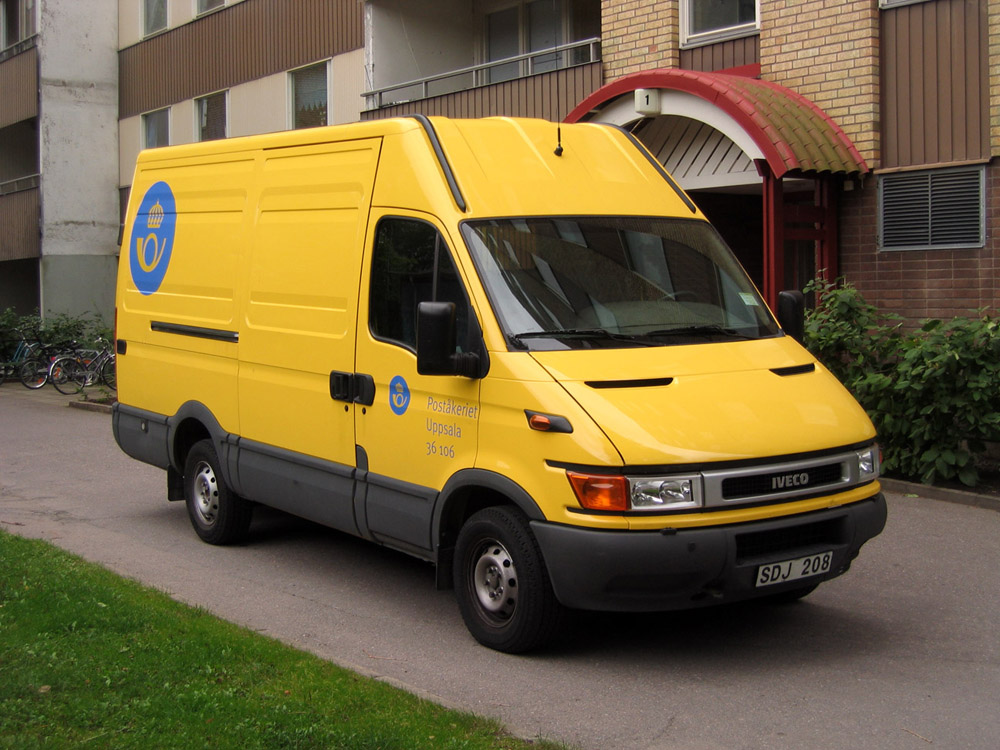
الجيل الثالث (2000-2006)
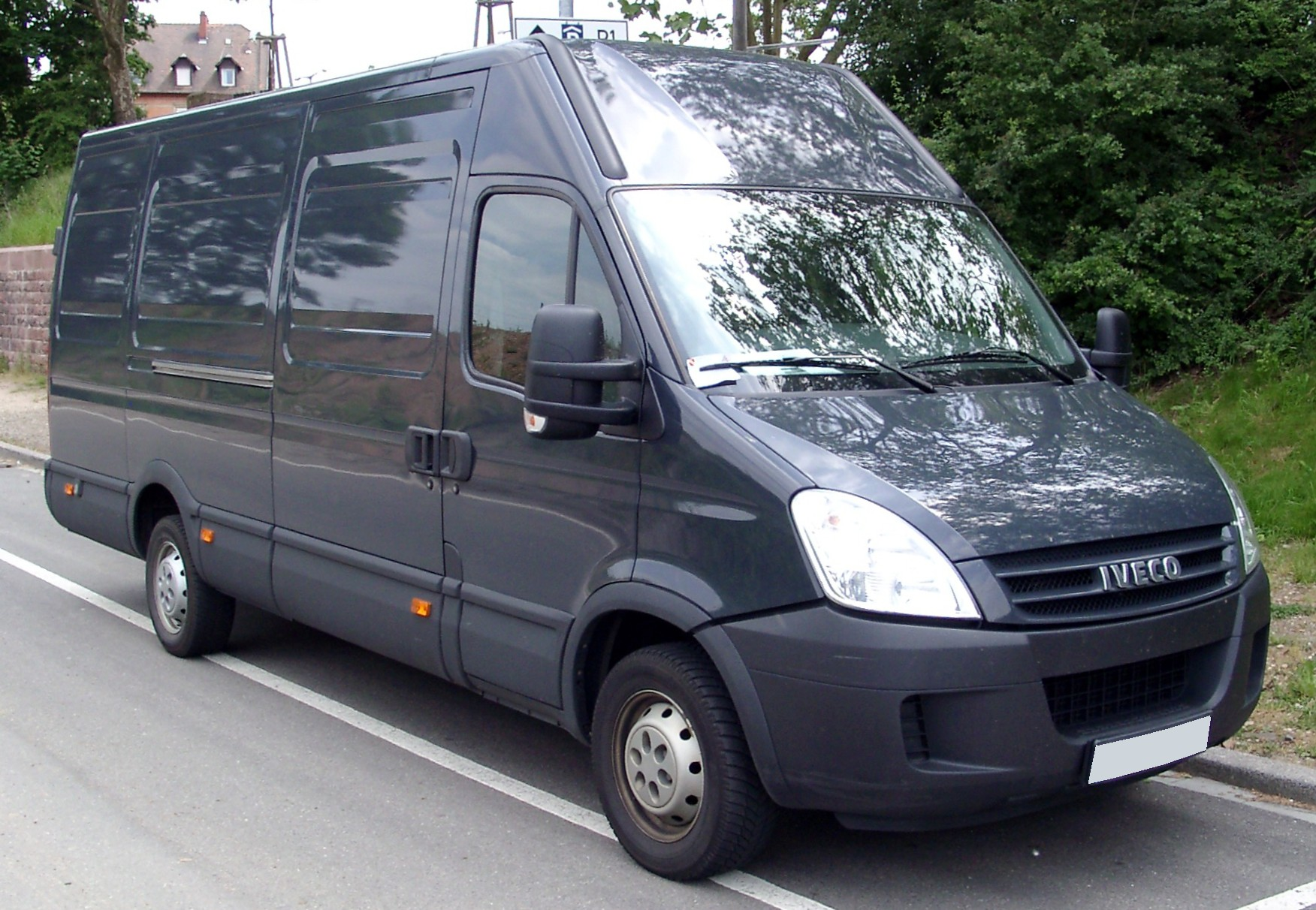
الجيل الرابع (2006-2011)
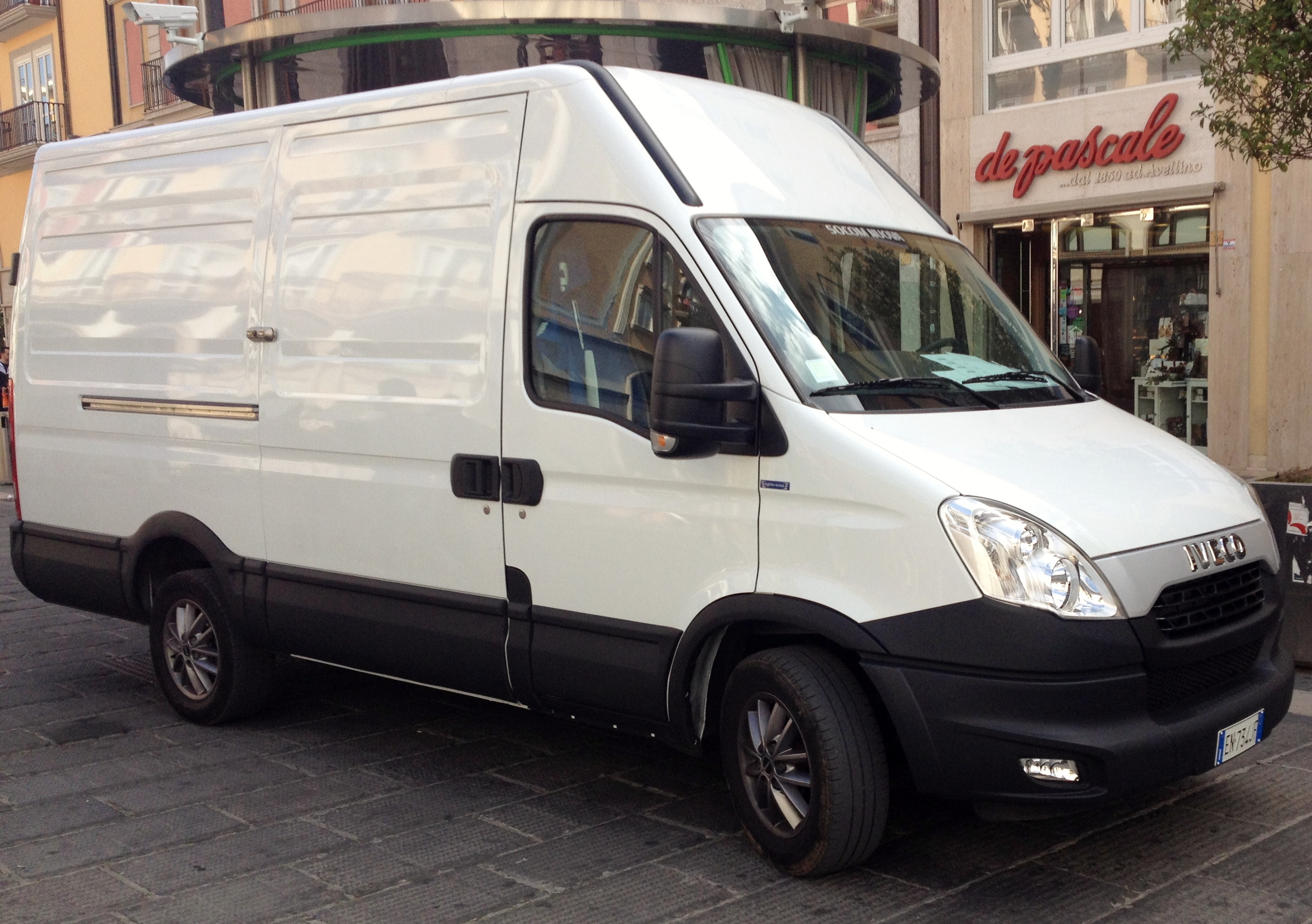
الجيل الخامس (2011-2014)
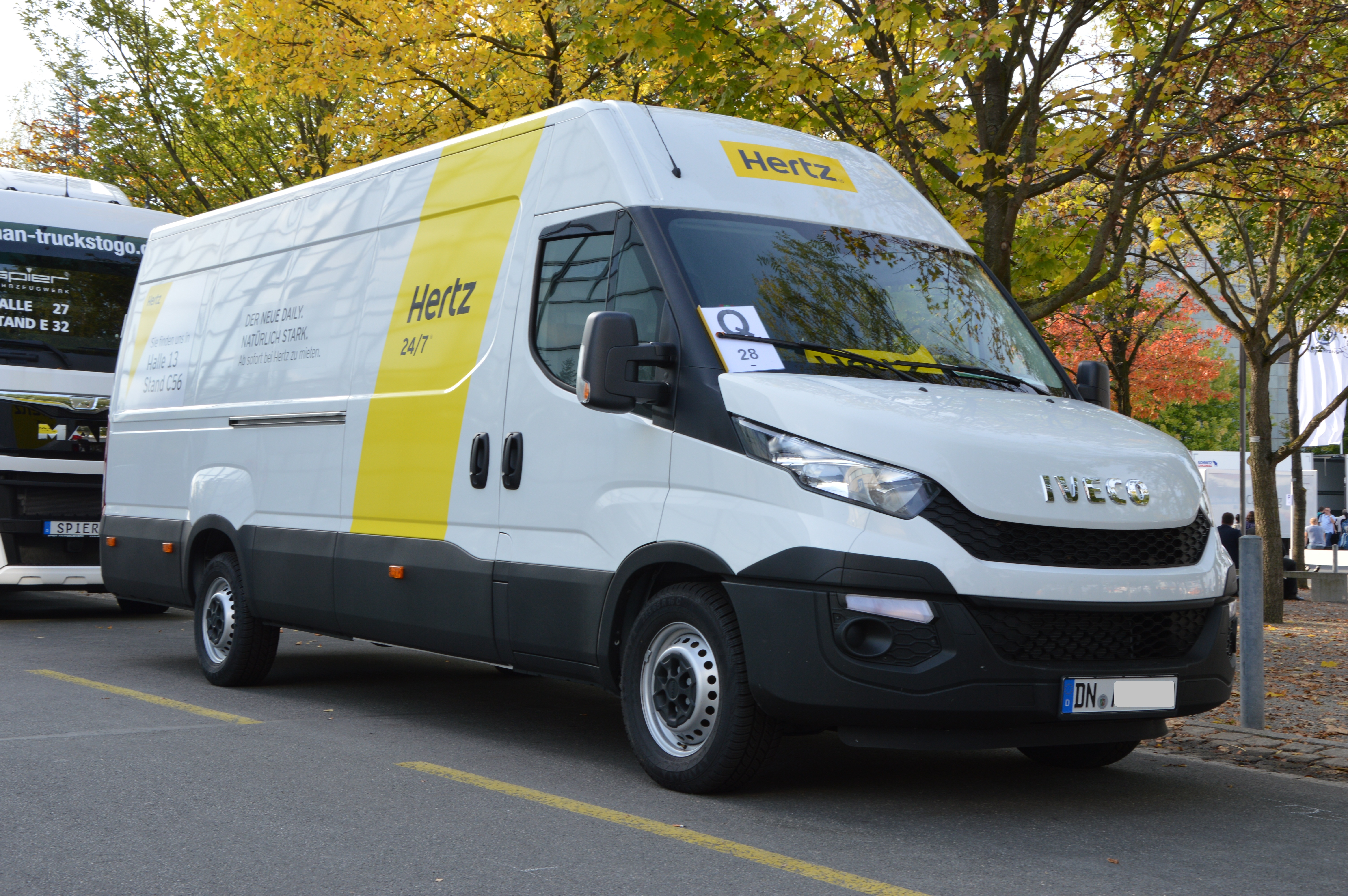
الجيل السادس (2014-)